# Gmina Radzymin
Die Gmina Radzymin ist eine Stadt-und-Land-Gemeinde im Powiat Wołomiński der Woiwodschaft Masowien in Polen. Ihr Sitz ist die gleichnamige Stadt mit etwa 13.000 Einwohnern.

## Geographie
Die Gemeinde liegt im Zentrum der Woiwodschaft. Die Landeshauptstadt Warschau ist etwa 15 Kilometer entfernt. Nachbargemeinden sind Dąbrówka, Klembów, Kobyłka, Marki, Nieporęt, Serock und Wołomin.

## Geschichte
Die Landgemeinde wurde 1973 aus verschiedenen Gromadas wieder gebildet. Stadt- und Landgemeinde wurden 1990/1991 zur Stadt-und-Land-Gemeinde zusammengelegt. Ihr Gebiet kam 1975 von der Woiwodschaft Warschau zur stark verkleinerten Woiwodschaft gleichen Namens, der Powiat wurde in dieser Zeit aufgelöst. Zum 1. Januar 1999 kam die Gemeinde zur Woiwodschaft Masowien und wieder zum Powiat Wołomiński.
Der Powiat Radzymiński mit Sitz in Radzymin wurde 1952 in den Powiat Wołomiński überführt. Zwei Jahre später wurde die ehemalige Landgemeinde Radzymin in Gromadas aufgeteilt.

## Gliederung
Die Stadt-und-Land-Gemeinde (gmina miejsko-wiejska) Landgemeinde besteht aus der Stadt selbst und Orten mit 28 Schulzenämtern (sołectwa):
- Arciechów
- Borki
- Cegielnia
- Ciemne
- Dybów-Kolonia
- Dybów Folwark
- Emilianów
- Łąki
- Łosie
- Mokre
- Nadma Stara
- Nadma Pólko
- Nowe Słupno
- Nowe Załubice
- Nowy Janków
- Opole
- Ruda
- Rżyska
- Sieraków
- Słupno osiedle
- Stare Słupno
- Stare Załubice
- Stary Dybów
- Stary Janków
- Wiktorów
- Wolica
- Zawady
- Zwierzyniec

Kleinere Orte der Gemeinde sind der Weiler Ciemne, Folwark, Górki und Popielarze.